# 卩部
卩部（せつぶ）は、漢字を部首により分類したグループの一つ。
康熙字典214部首では26番目に置かれる（2画の20番目）。

## 概要
「卩」字は『説文解字』は割り符の形に象るとしているが、甲骨文の研究からは人が跪く形に象るという。
偏旁としては跪いた人に関することを示す。多く旁の位置に置かれ、時に脚に置かれると「⺋」のように縦画を右に曲げる形となる。
卩部はこれらの構成要素を持つ漢字を収めるとともに、「卩」「⺋」の形を筆画の一部にもつ漢字を分類している。「卯」「卵」のように字源的に「卩」とは関係がなく、筆画上便宜的にこの部に収められている字もある。

## 部首の通称
- 日本：ふしづくり・まげわりふ・わりふ
- 中国：單耳旁・硬耳朶
- 韓国：병부절부（byeongbu jeol bu、兵符の卩部）
- 英米：Radical Seal

## 部首字
卩 - 卪・節に通じる
- 中古漢語
  - 広韻 - 子結切
  - 詩韻 - 屑韻、入声
  - 三十六字母 - 精母
- 現代漢語
  - 普通話 - ピンイン：jié 注音：ㄐㄧㄝˊ ウェード式：chieh2
  - 広東語 - Jyutping:zit3
- 日本語 - 音：セツ（漢音）
- 朝鮮語 - 音：절(jeol) / 訓：무릎마디（mureup madi、膝の関節）

小篆

## 例字
- 卩
- 印・即・卸・厀
- 危・卷（巻）
- 卯・卵・卿
- 卫